# Halichoeres salmofasciatus
Halichoeres salmofasciatus är en fiskart som beskrevs av Allen och Robertson 2002. Halichoeres salmofasciatus ingår i släktet Halichoeres och familjen läppfiskar. IUCN kategoriserar arten globalt som sårbar. Inga underarter finns listade i Catalogue of Life.